# اختبار النسبة (رياضيات)
في الرياضيات، اختبار النسبة (بالإنجليزية: Ratio test)‏ هو اختبار يحدد تقارب المتسلسلة {\displaystyle \sum _{n=1}^{\infty }a_{n}} من عدمه، حيث {\displaystyle a_{n}} هو عدد حقيقي أو عقدي لا يساوي الصفر عندما يصير n كبيرا. أول من نشر هذا الاختبار هو عالم الرياضيات الفرنسي لورن دالمبير.

## الاختبار

شجرة القرار المتعلقة باختبار النسبة

يستعمل الشكل الاعتيادي لهذه الاختبار النهاية التالية:

| {\displaystyle L=\lim _{n\to \infty }\left\|{\frac {a_{n+1}}{a_{n}}}\right\|.} | \| \| \| \| \| \| \| \| | (1) |
|                                                                                |                         |     |
|                                                                                |                         |     |
ينص الاختبار على ما يلي:
- إذا كان L < 1 فإن المتسلسلة تتقارب مطلقا.
- إذا كان L > 1 فإن المتسلسلة تتباعد.
- إذا كان L = 1 أو لم تكن هذه النهاية موجودة، فإنه لا جدوى من هذا الاختبار لأن هناك متسلسلات متقاربات يحققن هذا الشرط ولكن هناك أيضا  متسلسلات متباعدات أيضا يحققنه.

## أمثلة

### متقاربة لأنL< 1
لتكن المتسلسلة التالية :
{\displaystyle \sum _{n=1}^{\infty }{\frac {n}{e^{n}}}}
استعمال اختبار النسبة يعطي النهاية التالية :
{\displaystyle L=\lim _{n\to \infty }\left|{\frac {a_{n+1}}{a_{n}}}\right|=\lim _{n\to \infty }\left|{\frac {\frac {n+1}{e^{n+1}}}{\frac {n}{e^{n}}}}\right|={\frac {1}{e}}<1.}
بما أن هذه النهاية هي أصغر قطعا من الواحد، فإن المتسلسلة تتقارب.

### متباعدة لأنL> 1
لتكن المتسلسلة التالية :
{\displaystyle \sum _{n=1}^{\infty }{\frac {e^{n}}{n}}.}
استعمال اختبار النسبة يعطي النهاية التالية :
{\displaystyle L=\lim _{n\to \infty }\left|{\frac {a_{n+1}}{a_{n}}}\right|=\lim _{n\to \infty }\left|{\frac {\frac {e^{n+1}}{n+1}}{\frac {e^{n}}{n}}}\right|=e>1.}
بما أن هذه النهاية هي أكبر قطعا من الواحد، فإن المتسلسلة تتباعد.

### بدون جدوى لأنL= 1
لتكن المتسلسلات الثلاث التالية:
{\displaystyle \sum _{n=1}^{\infty }1,}
{\displaystyle \sum _{n=1}^{\infty }{\frac {1}{n^{2}}},}
{\displaystyle \sum _{n=1}^{\infty }{\frac {(-1)^{n+1}}{n}}.}

## البرهان

In this example, the ratio of adjacent terms in the blue sequence converges to L=1/2. We choose r = (L+1)/2 = 3/4. Then the blue sequence is dominated by the red sequence r^{k} for all n ≥ 2. The red sequence converges, so the blue sequence does as well.

{\displaystyle \sum _{i=N+1}^{\infty }|a_{i}|=\sum _{i=1}^{\infty }\left|a_{N+i}\right|<\sum _{i=1}^{\infty }r^{i}|a_{N}|=|a_{N}|\sum _{i=1}^{\infty }r^{i}=|a_{N}|{\frac {r}{1-r}}<\infty .}